# Kilián György (könyvkereskedő)
Kilián György (1754–1819) a 18. és 19. század fordulójának egyik legjelentősebb magyarországi könyvkereskedője, illetve könyvkiadója volt.
Könyvesboltját bátyja, a Würzburgból származó Kilián Ádám alapította Pesten, de később öccsével társult és az üzlet „Kilián testvérek könyvkereskedése” néven vált ismertté. Miután 1809-ben bátyja meghalt, Kilián György egyedül vitte tovább a céget.
A könyvkereskedésben megkaphatóak voltak a kor fontos külföldi és magyar könyvei, és maguk is kiadták fontos hazai tudományos szerzők könyveit.
Miután Kilián György meghalt, 1840-ig özvegye vette át az üzletet. Többek közt a könyvkereskedés adta ki az Aurora kulturális folyóiratot. A cég az 1838-as pesti árvízben nagy károkat szenvedett és két évvel később az özvegy veje, Weber Frigyes is csatlakozott az üzlethez, így lett a cég neve „id. Kilián György és Weber könyvkereskedése”.